# Zephyrogomphus
Zephyrogomphus is een geslacht van libellen (Odonata) uit de familie van de rombouten (Gomphidae).

## Soorten
Zephyrogomphus omvat 2 soorten:
- Zephyrogomphus lateralis (Selys, 1873)
- Zephyrogomphus longipositor (Watson, 1991)